# Cucochodaeus sparsus
Cucochodaeus sparsus är en skalbaggsart som beskrevs av Leconte 1868. Cucochodaeus sparsus ingår i släktet Cucochodaeus och familjen Ochodaeidae. Inga underarter finns listade i Catalogue of Life.